# Andrew Litton
Andrew Litton (Nueva York, 16 de mayo de 1959) es un director de orquesta estadounidense. 

## Vida
Litton es graduado de la Fieldston School, y posee la licenciatura y el máster en música de la Escuela Juilliard. Entre sus primeros maestros figura John DeMaio. Litton fue un participante en el Programa Exxon-Arts de formación de directores. En 2003, fue galardonado con la Medalla Sanford de la Universidad de Yale.

## Carrera
Litton comenzó su carrera de dirección con la Orquesta Sinfónica de Bournemouth, donde actuó como director titular de 1988 a 1994 y ahora es su director laureado. Se desempeñó durante doce temporadas como director musical de la Orquesta Sinfónica de Dallas de 1994 a 2006, después de lo cual fue nombrado director emérito. Desde 2003, ha sido director artístico de los Sommerfest concerts de la Orquesta de Minnesota, y en junio de 2008, su contrato en este puesto se extendió a 2011. Ha sido director musical y director principal de la Orquesta Filarmónica de Bergen en Noruega desde el año 2003. En junio de 2008, su contrato con la Filarmónica de Bergen se extendió hasta la temporada 2010-2011. En marzo de 2011 su contrato se extendió hasta el año 2015. Concluyó su estancia en Bergen en 2015 para hacerse con el título de director laureado de la orquesta. En junio de 2012, Litton ha aceptado el cargo de Consejero Artístico de la Colorado Symphony Orchestra hasta la temporada 2014-2015 dando comienzo el 1 de septiembre de 2012. En agosto de 2013, la Colorado Symphony Orchestra eleva a Litton al título de Director Musical, con efecto inmediato. En diciembre de 2014, el New York City Ballet ha nombrado a Litton su próximo director musical, a partir de septiembre de 2015. En septiembre de 2015, la Colorado Symphony Orchestra anunció que Litton dimitía de su cargo de director musical después de la temporada 2015-2016, y para convertirse en asesor artístico y principal director invitado, hasta la temporada 2017-2018.
Sus grabaciones incluyen un Grammy para la obra El festín de Baltasar de William Walton con Bryn Terfel y la Sinfónica de Bournemouth, los Conciertos para piano de Rajmáninov con el pianista Stephen Hough. Su grabación de Sweeney Todd en vivo con la Filarmónica de Nueva York recibió una nominación a los Grammy. Otras grabaciones: las Sinfonías completas de Chaikovski con la Sinfónica de Bournemouth, las Sinfonías completas de Rajmáninov con la Royal Philharmonic, el ballet Romeo y Julieta de Serguéi Prokófiev con la Filarmónica de Bergen, y muchas grabaciones de Gershwin, tanto como director de orquesta como pianista, con la Sinfónica de Dallas, la Sinfónica Bournemouth y la Royal Philharmonic.
| Cargos                           | Cargos                                                        | Cargos          |
| -------------------------------- | ------------------------------------------------------------- | --------------- |
| Rudolf Barshai                   | Principal Conductor, Bournemouth Symphony Orchestra 1988–1994 | Yakov Kreizberg |
| Eduardo Mata                     | Music Director, Dallas Symphony Orchestra 1994–2006           | Jaap van Zweden |
| Simone Young                     | Principal Conductor, Bergen Philharmonic Orchestra 2003–2015  | Edward Gardner  |
| Jeffrey Kahane                   | Music Director, Colorado Symphony Orchestra 2013-presente     | incumbente      |
| Andrews Sill (director interino) | Music Director, New York City Ballet 2015-presente            | incumbente      |